# Сюткентський сільський округ
Сютке́нтський сільський округ (каз. Сүткент ауылдық округі, рос. Сюткентский сельский округ) — адміністративна одиниця у складі Шардаринського району Туркестанської області Казахстану. Адміністративний центр — село Сюткент.
Населення — 2915 осіб (2021; 2773 у 2009, 2605 у 1999, 2866 у 1989).
Станом на 1989 рік існувала Сюткентська сільська рада (села Караозек, Сюткент, Шабирли). 2023 року ліквідовано село Шабирли.

## Склад
До складу округу входять такі населені пункти:
| Населений пункт | Колишні назви | Населення, осіб (1989) | Населення, осіб (1999) | Населення, осіб (2009) | Населення, осіб (2021) |
| --------------- | ------------- | ---------------------- | ---------------------- | ---------------------- | ---------------------- |
| Караозек, село  | -             | 146                    | -                      | -                      | -                      |
| Сюткент, село   | -             | 2489                   | 2562                   | 2744                   | 2911                   |
| Шабирли, село   | -             | 231                    | 43                     | 29                     | 4                      |